# 高瑞欣
高瑞欣（1981年6月29日—），台灣高雄人，為卑南族原住民，歌聲渾厚不失溫柔，擅於駕馭情歌以及動感歌曲，於2007年參加台視與三立電視合作的歌唱選秀節目《超級偶像》第一季，並獲得第六名。
高瑞欣為高雄知名駐唱歌手，參加《超級偶像》比賽後使其知名度更為提高。熱愛高雄的高瑞欣，在比賽中表現亮眼，與高雄灰姑娘音樂製作有限公司合作，於2008年10月8日推出首波新歌單曲《走到最後》，並於2009年7月21日發行首張個人專輯《大聲說愛你》。

## 比賽經歷
- 國立高雄第一科技大學校內歌唱比賽
- 黎安·萊姆絲歌曲比賽/第三名
- 超級偶像第一屆第六名

### 超級偶像第一屆 比賽經歷
| 比賽日期       | 演唱之曲目                               | 原 唱 者                  | 備註                                    |
| -------------- | ---------------------------------------- | ------------------------- | --------------------------------------- |
| 2007年9月？日  |                                          |                           | 52強爭奪賽                              |
| 2007年10月27日 | 了不起                                   | 張惠妹                    | 52取30淘汰賽(下)                        |
| 2007年11月17日 |                                          |                           | 36取28PK賽(下)                          |
| 2007年12月1日  | 喜歡兩個人                               | 彭佳慧                    | 28取22強 「唱給我愛的人(下)」           |
| 2007年12月8日  | 走在大街的女子                           | 林憶蓮                    | 22取18強 「經典女歌手之夜」             |
| 2007年12月15日 | High High High                           | 張惠妹                    | 18取16強 「舞台魅力之夜」               |
| 2007年12月22日 | 庭院深深                                 | 江淑娜                    | 16取15強 「電視經典主題曲」             |
| 2007年12月29日 | Saving All My Love For You               | Whitney Houston           | 15取14強 「經典情歌淘汰賽」             |
| 2008年1月5日   | 愛作夢的魚                               | 江蕙                      | 14取13強 「Ｋ歌自選曲淘汰賽」           |
| 2008年1月12日  | 如果你也聽說                             | 張惠妹                    | 13取12強「評審指定曲」                  |
| 2008年1月19日  | 快樂的人請舉手                           | 彭佳慧                    | 13取12強「快樂歌曲挑戰賽」              |
| 2008年1月26日  | 離開情人的日子                           | 葉蒨文                    | 12取11強「我的偶像自選曲」              |
| 2008年2月9日   | 濁水溪之戀                               | 詹雅雯/蕭煌奇             | 春節特別節目「唱將高峰會」 與蕭煌奇合唱 |
| 2008年2月16日  | 對的人                                   | 戴愛玲                    | 13取12強「選秀歌曲超越賽」              |
| 2008年2月23日  | 夜太黑                                   | 林憶蓮                    | 12取11強「12強捉對PK淘汰賽」            |
| 2008年3月1日   | 唯舞獨尊                                 | 蔡依林                    | 11取10強「舞台魅力考驗賽」              |
| 2008年3月8日   | 月亮使者                                 | 彭佳慧                    | 10取5強「十強汰五高壓賽」               |
| 2008年3月22日  | 沒時間                                   | 莫文蔚                    | 10取9強「十強對決PK賽(上)」             |
| 2008年3月29日  | 會呼吸的痛                               | 梁靜茹                    | 10取9強「十強對決PK賽(下)」             |
| 2008年4月5日   | 庭院深深                                 | 江淑娜                    | 9取8強「9強高手踢館賽」                 |
| 2008年4月12日  | 記得我們有約                             | 葉歡                      | 八搶七復仇踢館賽                        |
| 2008年4月19日  | 彩虹.Revolution                          | 梁靜茹.F.I.R              | 七搶六驗收淘汰賽                        |
| 2008年4月26日  | 慶幸有你愛我.一眼瞬間.(終極PK：新不了情) | 蔡淳佳.張惠妹/蕭敬騰.萬芳 | 六強決定賽 一眼瞬間一曲與黃宥恩合唱     |
| 2008年5月3日   | She Know                                 | 林曉培                    | 六強高手踢館賽                          |
| 2008年5月10日  | 炫耀                                     | 陳潔儀                    | 第六名決定賽                            |

## 音樂作品

### 專輯
《大聲說愛你》2009/07/21
1. 大聲歌唱
2. 一個人的生活
3. 鐵石心腸
4. 保佑
5. 走到最後
6. 韓秀香
7. 愛情魔法
8. 大聲說愛你
9. 把心敞開
10. Good night my friend

### 其他
- 中華職棒聯盟主題曲
  - 曲目：05.非我莫屬（與林宗興合唱）(19年聯盟主題曲)

## 廣告代言
- 時尚空間婚禮創作
- 漁人碼頭～愛戀幸福季
- 元和雅美容醫學診所
- 加奈舞．珠寶
- 聯裕旅行社～發現東京新玩法 擔任專案活動推廣大使
- 高雄夢時代2008主題曲演唱《把心敞開》
- 文雄眼鏡 2009第一季、第二季、第三季代言

## 相關連結
- 灰姑娘音樂製作公司 （页面存档备份，存于）

| 前任： 無 | 超級偶像第六名 2007年10月27日-2008年6月21日 | 繼任： 陳怡文 |